# Gaston Waringhien
Gaston Waringhien (Lilla, 20 luglio 1901 – Aigné, 20 dicembre 1991) è stato uno scrittore, traduttore ed esperantista francese. Celebre figura del mondo esperantista, firmò alcune delle sue opere con gli pseudonimi Georges E. Maŭra, A. Nurak, e A. Papadiamantopoulos.
Presidente della Akademio de Esperanto dal 1963 al 1979, fu anche condirettore di Literatura Mondo e caporedattore di La Nica Literatura Revuo.  In campo letterario viene ricordato per aver tradotto molte opere dal francese, tedesco ed inglese in esperanto, contribuendo anche all'Angla Antologio (in italiano: Antologia Inglese).  In campo più specificatamente linguistico, collaborò al Plena Vortaro (1930 e successive edizioni), al Plena Ilustrita Vortaro (1970), ed il Granda Vortaro Esperanta-Franca (1957).

## Opere
- Parnasa gvidlibro (con Kálmán Kalocsay, 1932)
- Dekdu Poetoj, 1934
- Manifeste des Anationalistes (traduzione francese del Manifesto degli Anazionalisti, 1935.
- Plena (analiza) gramatiko (con Kálmán Kalocsay, 1935, 1938, 1981)
- Facilaj esperantaj legaĵoj (1935, in qualità di redattore)
- Maksimoj de La Rochefoucauld (traduzione, 1935)Viale dedicato a Waringhien (Aigne)

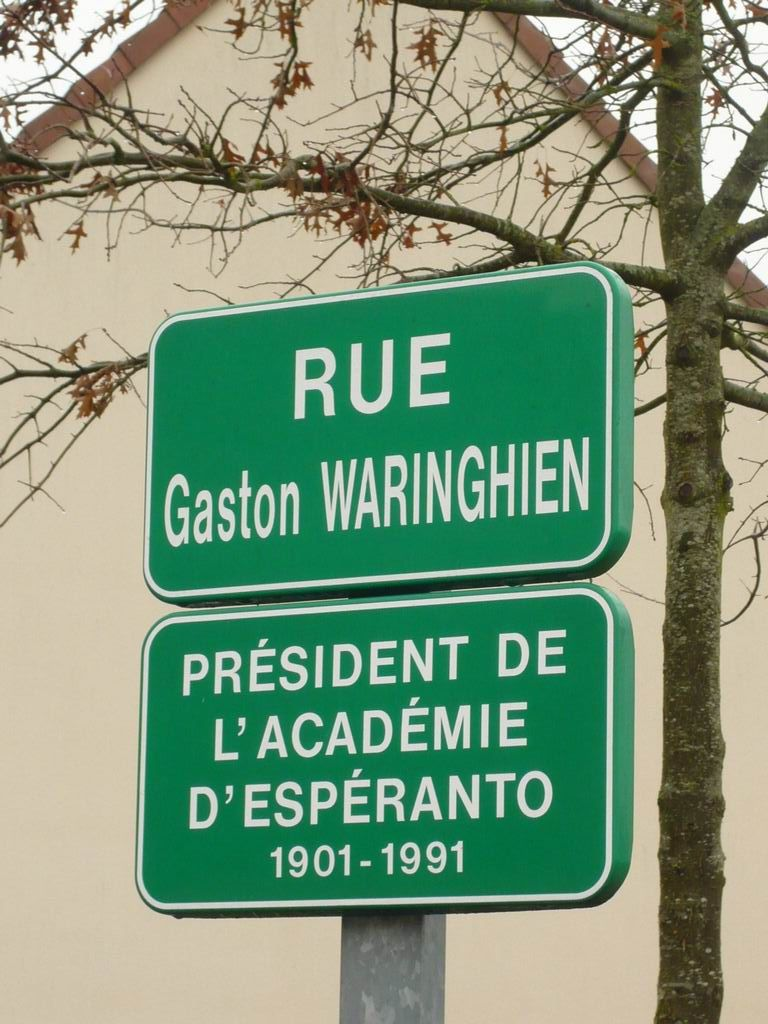
Viale dedicato a Waringhien (Aigne)

- Leteroj de L.L.Zamenhof (1948, in qualità di redattore)
- Poemoj de Omar Kajam (traduzione, 1953)
- Eseoj I.: Beletro (originale, 1956)
- La floroj de l' malbono (cotraduttore e redattore, 1957)
- Kantoj kaj romancoj (traduttore, con Kálmán Kalocsay)
- La trofeoj (traduzioni, 1977)
- Tra la parko de la franca poezio: La renesanca periodo / La klasika periodo (traduzioni, 1977/1980)
- La ĥimeroj (traduzioni, 1976)
- Lingvo kaj vivo (saggi, 1969)
- Ni kaj ĝi (saggi, 1972)
- 1887 kaj la sekvo (saggi, 1980)
- Kaj la ceter' - nur literaturo (saggi, 1983)
- Beletro, sed ne el katedro (seconda ed. di Eseoj I.: Beletro, 1987)
- Duonvoĉe (con lo pseudonimo di Georges E. Maŭra, poesie originali, 1939 kaj 1963)

Pubblicazioni postume:
- Alilingvaj erotikaj poemoj (pubblicato da La Kancerkliniko - con poesie inedite in francese tradotte da Georges Lagrange e Michel Duc-Goninaz, disegni di Serge Sire)